# Danh vọng như mây
Ban Lang Mek (tên tiếng Thái: บัลลังก์เมฆ, tên tiếng Việt: Danh vọng như mây) là bộ phim truyền hình Thái Lan phát sóng trên kênh OneHD31 với sự quy tụ dàn diễn viên hai thế hệ. Bộ phim phát sóng tại Việt Nam trên kênh Giải Trí TV - VTVcab1.

## Nội dung
Panrung Samurtaewa (Aom), là con gái của bà Kongkwan, CEO của công ty Samurtaewa Dueng Rueang. Panrung trở về sau khi hoàn thành việc học ở nước ngoài. Kongkwan có kỳ vọng rất cao đối với con gái, người sẽ kế thừa bà sau này. Trong buổi tiệc chào mừng Panrung đã có cơ hội gặp lại Gunteeya (Namfon), bạn học cũ và trung úy Wasuthep (Num), vị hôn phu của Gunteeya. Wasuthep đã phải lòng Panrung nên hủy hôn với GunTeeya và đính hôn với Panrung. Tuy nhiên sau đó Panrung đã gặp gỡ Chunam (Tao), một sinh viên du học ăn chơi thú vị hơn Wasuthep nên Panrung đã trả Wasuthep về cho Gunteeya và kết hôn với Chunam mà không cho mẹ mình biết.
Công ty của Kongkwan gặp vấn đề trong thời gian Panrung để Chunam giúp quản lý công việc. Không ai biết được Chunam là một gã nghiện cờ bạc, anh ta dùng tiền bất hợp pháp để trả nợ. Vận rủi tiếp tục khi Chunam bị bắt vì liên quan đến một vụ mưu sát và phải lãnh án tù 20 năm. Panrung hối tiếc vì đã tin tưởng chồng và ân hận vì không nghe lời mẹ mình nhưng mọi thứ đã quá muộn và công ty bị phá sản khi Panthep (Jes) con cô được sinh ra. Mẹ ruột qua đời trong đau đớn, mất hết tất cả Panrung mang con rời khỏi đi sau tang lễ.
Giet Rupraman (Mos Patiparn), là con trai người tài xế trung thành của Kongkwan, người đã thầm yêu Panrung từ nhỏ. Giet đã đưa Panrung và Panthep và sống trong nhà anh nhưng mẹ anh không thích Panrung. Tuy vậy Panrung vẫn chung sống với Giet và họ có một người con trai tên là Prok (Gun). Panrung đã cho hai con vào học trường tốt nhất với học phí rất cao, điều này trở thành gánh nặng với Giet và Panrung phải ra ngoài làm việc. Panrung không thể chịu đựng túng quẫn thêm nữa trong khi Wasuthep vẫn còn yêu cô và anh ta sẵn sàng bỏ rơi vợ con trai Dome để sống cùng Panrung. Giet biết hoàn cảnh của mình và sẵn lòng để Panrung tìm được chỗ tốt hơn.
Trong thời gian chiến tranh ở Việt Nam dưới sự che chở của Wasuthep, Panrung đã sử dụng quyền lực chính trị của chồng để liên kết với quân Mỹ và Panrung đã lấy lại danh tiếng. Panrung có thêm 2 đứa con với Wasuthep là Panwa và Pakorn. Vì sau khi Pakorn ra đời Panrung đã rất may mắn nên cô rất yêu thương Pakorn. Pantep vẫn đến nhà tù thăm cha ruột là Chunam và khi Panrung phát hiện ra cô đã gửi Panthep sang Mỹ du học.
14 năm sau, các con của Panrung đã trưởng thành, Panrung đã quyết định để Panthep, con trai lớn vừa tốt nghiệp ngành quản trị kinh doanh ở Mỹ giúp cô quản lý công việc. Panrung dự định mở rộng kinh doanh với việc để con trai Pok và Nicha, con gái một quý bà giàu có danh tiếng Nirakmorm, đính hôn. Khi bà Nirakmorm phá sản, Panrung để hủy bỏ hôn ước giữa Pok và Nicha. Pok và Nicha đã đi tìm ba ruột của Pok là Giet hiện là bộ trưởng bộ giao thông giúp đỡ. Panthep quản lý công việc theo cách của mình, khác với mẹ anh nên giữa họ đã có tranh cãi. Sau đó Panthep rời khỏi nhà và cộng tác kinh doanh với cha ruột của mình là Chunam đã ra tù.
Panwa đang yêu một DJ trẻ tên Dome mà không biết rằng họ là anh em cùng cha khác mẹ. Đây chính là âm mưu trả thù Gunteeya dành cho Panrung. Trong khi đó Pakorn đang hẹn hò với Wiring, một người bạn đại học. Pakorn đã rất căng thẳng khi mẹ anh đã kỳ vọng ở mình rất nhiều nên không chấp nhận Wiring vì gia cảnh của cô khó khăn.
Prok và Nicha bí mật kết hôn và Panrung đã để họ sống trong một căn nhà nhỏ để trừng phạt, trong khi đó con gái duy nhất Panwa bị đuổi khỏi trường. Panthep cùng Chunam kinh doanh phi pháp nhưng lại bị đối tác phản bội phải trốn chạy và Chunam vì Panthep đã bị bắn chết. Panrung đã giúp Panthep trốn ra nước ngoài. Panwa đã bỏ nhà đi cùng Dome. Cả hai sau đó nghiện ma túy và để có tiền trang trải Panwa phải là gái điếm. Panwa không dám trở về vì cô sợ mình sẽ hủy hoại giấc mơ tốt đẹp của mẹ mình. Wasuthep đến tìm Panwa ở nhà Guntheeya và khi biết được sự thật, ông đã đau tim và trở thành người tàn phế.
Về Pakorn, càng ngày anh càng yêu Wiring và khi Panrung chấp nhận cho họ kết hôn thì Pakorn và Wiring xảy ra hiểu lầm. Pakorn phủ nhận đứa con Wiring đang mang là của anh. Wiring rất đau đớn và rời bỏ Pakorn. Pakorn không thể chấp nhận sự thật này nên đã đổ hết mọi tội lỗi lên người Panrung và tạo ra một tấn bi kịch để mẹ anh phải trả giá việc Pakorn tự sát bắn chết.

## Diễn viên
- Phiyada Akkraseranee as Panrung Samurtaewa
- Sornram Teppitak as Lieutenant Wasuthep Nateepitak - chồng cũ Gunteeya, chồng thứ ba Panrung, bố ruột Panwa, Pakorn, Dome
- Patiparn Pataweekarn as Tawat Rupramarn / "Giet" - tài xế, chồng thứ hai Panrung, bố Prok
- Somchai Khemklad as Chunam Direkeithiya - chồng đầu Panrung, bố Panthep
- Kullanat Preeyawat as Gunteeya Manoonsak - bạn thân cũ Panrung, vợ cũ Wasuthep, mẹ Dom
- Jespipat Tilapornputt as Panthep Samurtaewa - con trai cả Panrung, con riêng Chunam
- Napat Injaiuea as Prok Rupramarn - con trai thứ Panrung, con riêng Giet
- Nachjaree Horvejkul as Panwat Nateepitak - con gái Panrung, con riêng Wasuthep
- Chutavuth Pattarakampol as Pakorn Nateepitak - con trai út Panrung, con riêng Wasuthep
- Peramin Thabkaew as Wipawee - vợ Panthep, sau này bị cả Chunam và Panthep bắn chết
- Raviyanun Takerd as Nicha - vợ Prok
- Cholawit Meetongcom as Dome - bạn trai Panwat - thực chất là anh trai cùng cha khác mẹ Panwat, con riêng Gunteeya
- Jannine Weigel as Wiring - bạn gái Pakorn
- Nantida Kaewbuasai as Kongkwan - mẹ Panrung
- Jarunee Suksawat as Raikrong Direkeithiya - mẹ Chunam, bà nội Panthep
- Tassawan Seneewongse Na Ayutthaya as Pin - mẹ Giet, bà nội Prok
- Teera Janyasirigoon as Character Name
- Kantapoj Pattarapol as Teenpong
- Pitchaya Chaowalit as Nisa
- Supoj Janjareon as Chatchawan
- Natharinee Kanasoot as Niramon - mẹ Nicha
- Oliver Pupart as Jason
- Suphakan Thanongsak as bố Wasuthep
- Uthumporn Silaphan as mẹ Wasuthep
- Sarocha Watittapan as Sa - mẹ Wiring
- Wannasa Thongviset as Nawarat
- Joy Chuancheun
- ชไมพร สิทธิวรนันท์ as Noi - người làm Panrung
- Thanupong Sakthanawat
- Siricoup Metanee

## Ca khúc nhạc phim
- บัลลังก์เมฆ / Bullung Mek - Thongchai McIntyre
- รักให้พอดี / Ruk Hai Por Dee - Thongchai McIntyre
- คนไม่สำคัญ / Kon Mai Sum Kun - Gun Napat